# St Peter's College (Auckland)

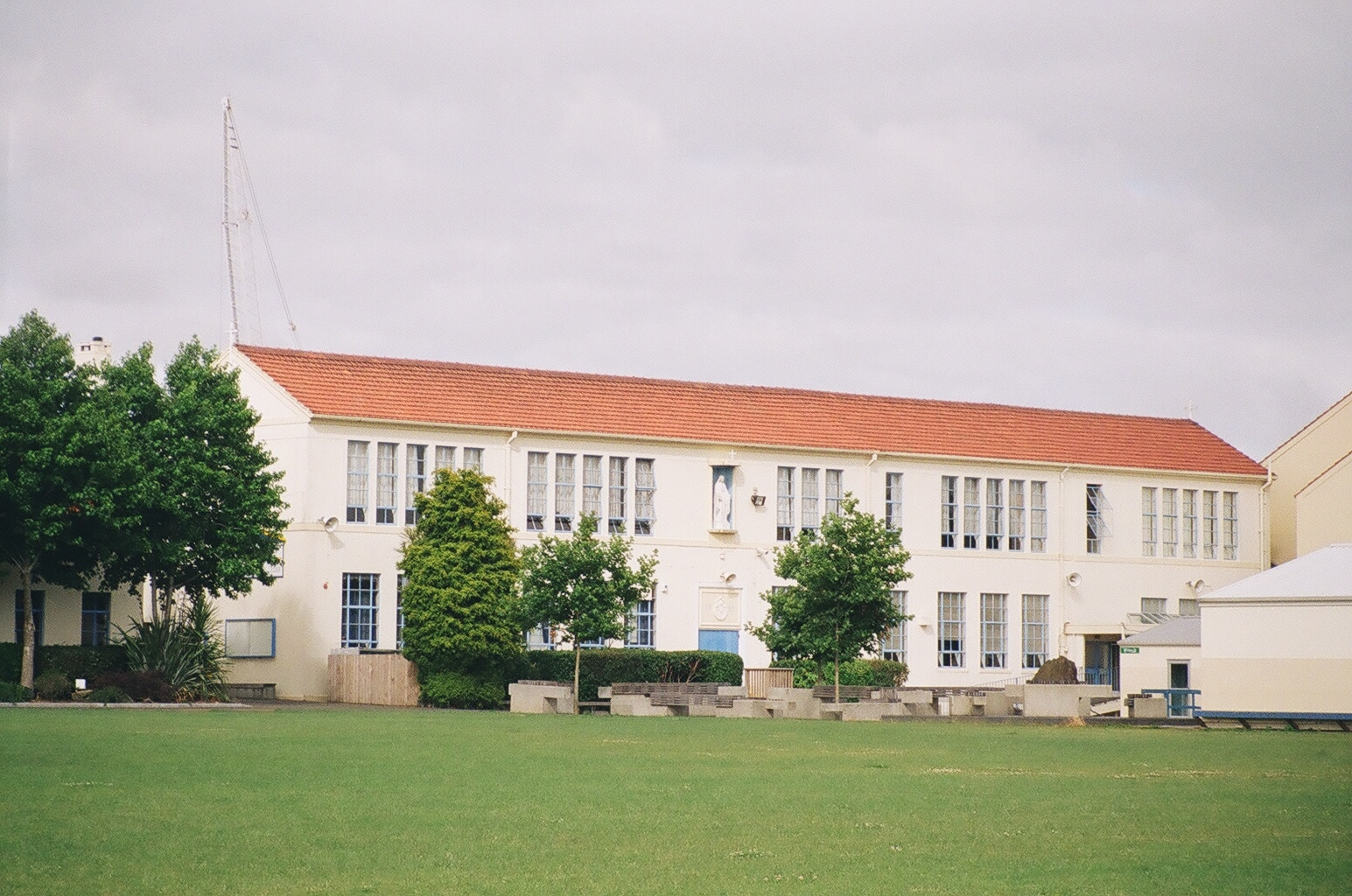
St Peter's College, Bro O'Driscoll Building (1939, additions 1944)

La St Peter's College, Auckland è una scuola secondaria cattolica per soli ragazzi situata a Auckland, Nuova Zelanda. L'insegnamento va dai 7 ai 13 anni. È una delle più grandi scuole cattoliche della Nuova Zelanda.